# Ядерна підкритична установка «Джерело нейтронів»
Ядерна підкритична установка «Джерело нейтронів» (ЯПУ «Джерело нейтронів»), повна назва — Ядерна підкритична установка «Джерело нейтронів, що засноване на підкритичній збірці, керованій лінійним прискорювачем електронів») — дослідницька ядерна установка, керований прискорювачем підкритичний реактор, призначений для роботи у якості джерела нейтронів у Національному науковому центрі «Харківський фізико-технічний інститут». Призначена для виготовлення медичних радіонуклідів, навчання фахівців у ядерній сфері, дослідження властивостей підкритичних систем, дослідження матеріалів та виконання інших наукових експериментів.

## Характеристики
ЯПУ «Джерело нейтронів» складається з наступних елементів:
- підкритична збірка на теплових нейтронах;
- лінійний прискорювач електронів;
- нейтроноутворююча мішень, розміщена всередині активної зони підкритичної збірки[2].

Генерація нейтронів у ЯПУ «Джерело нейтронів» здійснюється за рахунок розмноження нейтронів, які виникають внаслідок дії потоку високоенергетичних електронів на мішені з природного урану або вольфраму, у активній зоні, складеній з паливних збірок.
У якості ядерного палива ЯПУ «Джерело нейтронів» планувалось використовувати односекційні паливні збірки типу ВВР-M2 зі збагаченням 19,7 % за ізотопом 235U.
Лінійний прискорювач електронів забезпечує потік електронів з енергією — 100 МеВ та середнім струмом 1 мА.

## Історія
ЯПУ «Джерело нейтронів» створена на базі Національного наукового центру «Харківський фізико-технічний інститут» у відповідності до домовленостей Вашингтонського саміту, викладених у Спільній заяві Президентів України та США в квітні 2010 року, та «Меморандуму про взаєморозуміння між Урядом України та Урядом Сполучених Штатів Америки стосовно співробітництва з питань ядерної безпеки», підписаного 26 вересня 2011 року. Створення ЯПУ «Джерело нейтронів» виконано за рахунок фінансової допомоги Сполучених Штатів Америки як компенсації за вивезення з території України до Російської Федерації високозбагачених ядерних матеріалів. Реалізація проєкту із створення ЯПУ «Джерело нейтронів» здійснена за підтримки Аргонської національної лабораторії США.
27 травня 2013 року Постановою Кабінету Міністрів України затверджено проєкт ЯПУ «Джерело нейтронів».
У 2014 році реалізація проєкту спорудження ЯПУ «Джерело нейтронів» перейшла у фінальну стадію — на майданчику установки завершено всі будівельні роботи, здійснюється монтаж, виконуються пусконалагоджувальні роботи з основним обладнанням, відбувається підготовка до заключного етапу введення установки в експлуатацію.
6 жовтня 2021 року завершено завантаження 37 паливних збірок та здійснено фізичний пуск ядерної підкритичної установки «Джерело нейтронів».

### Російсько-українська війна
24 лютого 2022 року у зв'язку з початком широкомасштабного вторгнення Росії в Україну оперативним персоналом ЯПУ «Джерело нейтронів» установка була переведена в глибокий підкритичний стан. 6 березня 2022 року під обстріли потрапила будівля ЯПУ «Джерело нейтронів». Зруйнована електропідстанція, пошкоджені електричні кабелі кондиціонерів системи охолодження клистерної галереї лінійного прискорювача електронів, пошкоджена теплотрасса, вибиті вікна в будівлі насосної та градирень, в лабораторії ізотопів. Під час огляду 22-23 березня 2022 року промислового майданчика ЯПУ «Джерело нейтронів» персонал виявив предмет, попередньо кваліфікований як нерозірваний реактивний снаряд РСЗВ 9К58 «Смерч».
25 червня 2022 року ЯПУ «Джерело нейтронів» знову була обстріляна російськими військами. У результаті попереднього огляду майданчику встановлено факт нанесення додаткової шкоди будівлям та інфраструктурі промислового майданчику, зокрема, пошкоджено:
- північну стіну прибудови прискорювача до експериментальної зали установки;
- вентиляційні канали системи спеціальної вентиляції;
- вентиляційну трубу основної будівлі установки;
- систему охолодження клістронної галереї прискорювача;
- корпуси дизель-генераторів системи аварійного електроживлення;
- обшивку основної будівлі установки[10].

У результаті виміру переносним дозиметром встановлено, що радіаційний фон в експериментальній залі будівлі ЯПУ «Джерело нейтронів» в межах норми.
4 квітня 2024 року, о 08:30 (за київським часом), під час російського обстрілу міста Харкова, ЯПУ «Джерело нейтронів» втратила зовнішнє електропостачання. За повідомленням Держатомрегулювання з посиланням на дані експлуатуючої організації Національний науковий центр «Харківський фізико-технічний інститут», система аварійного енергозабезпечення спрацювала в штатному режимі, в роботу увімкнені аварійні дизель-генератори, радіаційна ситуація на майданчику в межах норми.